# بلمیرا
بلمیرا (انگلیسی: Belmira)یک منطقه مسکونی در کشور کلمبیا است.